# Durrani
Os Durrani (em pastó: دراني‎; em persa: درانی) ou Abdālī (em pastó: دراني‎; em persa: درانی) são uma grande tribo pashtun.
Originalmente conhecida por seu antigo nome, Abdali, tornaram-se conhecidos por Durrani após o reinado de Amade Xá Durrani, o fundador do Império Durrani.
Eles representam aproximadamente 16% da população do Afeganistão, e também podem ser encontrados no oeste do Paquistão. São bilíngües (dari e pastó) e são a mais urbana das tribos afegãs.
Durrani vem do persa Durr-ad-Durah ("pérola do século"), sobrenome do seu príncipe.